# Дубы 6-го ноября
«Дубы́ 6-го ноября́» (укр. «Дуби 6-го листопада») — ботанический памятник природы местного значения, расположенный на территории Подольского района города Киева (Украина). Создан 27 ноября 2009 года. Землепользователь — коммунальное предприятие по содержанию зелёных насаждений в Подольском районе.
Объект охраны — группа из 11 деревьев вида дуб черешчатый (Quércus róbur). Возраст деревьев свыше 400 лет. Охват ствола 3,4—5 м (на высоте 1,3 м), высота 30 м.
Памятник природы расположен в исторической местности посёлок Шевченко по адресу Кобзарская улица в парке Кинь-Грусть. Деревья ограждены, есть охранный знак. 

## История
Ботанический памятник природы местного значения был создан решением Киевского горсовета № 713/2782 от 27 ноября 2009 года с целью сохранения, охраны и использования в эстетических, воспитательных, природоохранных, научных и оздоровительных целях наиболее ценных экземпляров паркового строительства. На территории памятника природы запрещена любая хозяйственная деятельность, в том числе ведущая к повреждению природных комплексов.